# Allium griffithianum
Allium griffithianum är en amaryllisväxtart som beskrevs av Pierre Edmond Boissier. Allium griffithianum ingår i släktet lökar, och familjen amaryllisväxter. Inga underarter finns listade i Catalogue of Life.